# شهرستان جکسون (کارولینای شمالی)
شهرستان جکسون، کارولینای شمالی (به انگلیسی: Jackson County, North Carolina) یک سکونتگاه مسکونی در ایالات متحده آمریکا است که در کارولینای شمالی واقع شده‌است.

## خصوصیات
شهرستان جکسون ۱٬۲۷۹٫۴۶ کیلومترمربع مساحت دارد.